# Arcymistrz
Arcymistrz – tytuł nadawany szachistom przez Międzynarodową Federację Szachową (FIDE) za wyniki sportowe. Wyróżniony szachista ma prawo dożywotnio posługiwać się tym tytułem. Na oznaczenie tytułu używa się polskiego skrótu am lub międzynarodowego GM (ang. grandmaster).

## Zasady nadawania tytułu
W większości opracowań powielone jest stwierdzenie, że w 1914 roku car Rosji Mikołaj II, chcąc uhonorować najsilniejszych szachistów świata uczestniczących w turnieju w Petersburgu, nazwał ich arcymistrzami. Tego zaszczytu mieli dostąpić: Emanuel Lasker, Jose Raul Capablanca, Aleksandr Alechin, Siegbert Tarrasch i Frank Marshall. Najwcześniejsza znana opublikowana wzmianka o takim wydarzeniu pochodzi jednak z roku 1940, a argumenty za jego prawdziwością są dalece niewystarczające. Wiadomo natomiast, że arcymistrzami nazywano wybitnych szachistów już wcześniej. Systematycznie określano tak zwycięzców wielkich zawodów międzynarodowych, począwszy od turnieju w Ostendzie w roku 1907 (termin w tym znaczeniu pochodził oryginalnie z języka niemieckiego: Groẞmeister).
W 1950 roku FIDE unormowała zasady przyznawania tytułu arcymistrza i nadała tytuły najwybitniejszym szachistom za bieżące i wcześniejsze osiągnięcia. Zaszczytu tego dostąpiło wówczas 27 szachistów:
- najlepsi w tym okresie na świecie: mistrz świata Michaił Botwinnik oraz Izaak Bolesławski, Igor Bondarewski, Dawid Bronstein, Max Euwe, Reuben Fine, Salomon Flohr, Paul Keres, Aleksandr Kotow, Andor Lilienthal, Miguel Najdorf, Samuel Reshevsky, Wasilij Smysłow, Gideon Stahlberg i László Szabó,
- za wcześniejsze osiągnięcia: Ossip Bernstein, Oldrich Duras, Ernst Grünfeld, Borislav Kostić, Grigorij Lewenfisz, Géza Maróczy, Jacques Mieses, Wiaczesław Ragozin, Akiba Rubinstein, Friedrich Sämisch, Ksawery Tartakower i Milan Vidmar.

Tytuły arcymistrzyń kobiecych po raz pierwszy nadano w 1976 roku. Otrzymało je wówczas 12 szachistek: Nana Aleksandria, Jelizawieta Bykowa, Nona Gaprindaszwili, Natalia Konoplewa, Walentyna Kozłowska, Ałła Kusznir, Milunka Lazarević, Irina Lewitina, Olga Rubcowa, Ludmiła Rudenko, Marta Szul i Tatiana Zatułowska.
Obecnie tytuł jest nadawany, gdy szachista w określonym czasie osiągnął trzy wartościowe rezultaty (tzw. normy) w turniejach międzynarodowych z udziałem arcymistrzów. Tytuł może być również przyznany za inne wybitne osiągnięcia, na przykład za zakwalifikowanie się do turnieju lub meczu pretendentów albo za zdobycie tytułu mistrza świata juniorów. Poza tytułem arcymistrza FIDE przyznaje również mniej prestiżowe tytuły  mistrza międzynarodowego, mistrza FIDE i kandydata na mistrza FIDE oraz analogiczne tytuły kobiece: arcymistrzyni, mistrzyni międzynarodowej, mistrzyni FIDE i kandydatki na mistrzynię FIDE. Kobiety mogą również zdobywać – na takich samych zasadach jak mężczyźni – tytuły arcymistrza i mistrza międzynarodowego. Międzynarodowa Federacja Szachowa przyznaje również tytuł arcymistrza zawodniczce, która zdobyła tytuł mistrzyni świata.
W 1959 Bobby Fischer, w wieku piętnastu lat (mając dokładnie 15 lat, 6 miesięcy i 1 dzień), otrzymał tytuł arcymistrzowski za zakwalifikowanie się do turnieju pretendentów. Od tego czasu kilkanaścioro młodych szachistów zostało arcymistrzami w jeszcze młodszym wieku, między innymi najsilniejsza szachistka świata, wówczas piętnastoletnia, Judit Polgár (15-4-28) i ukraiński junior Siergiej Kariakin, który w 2002 został arcymistrzem, mając dwanaście lat (12-7-0).

## Najmłodsi arcymistrzowie

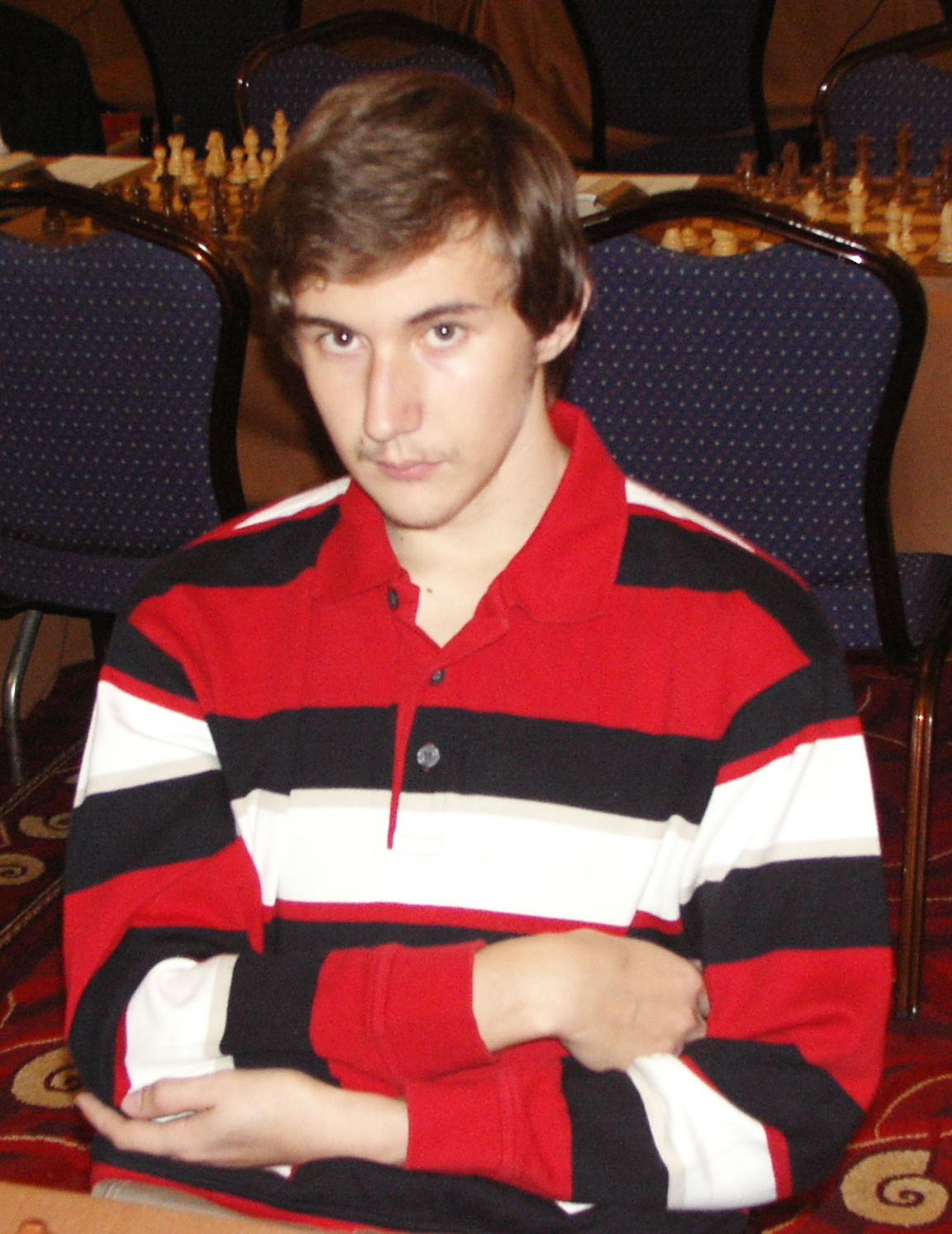
Siergiej Kariakin – jeden z trzech szachistów, którzy tytuł arcymistrza zdobyli przed ukończeniem 13 roku życia

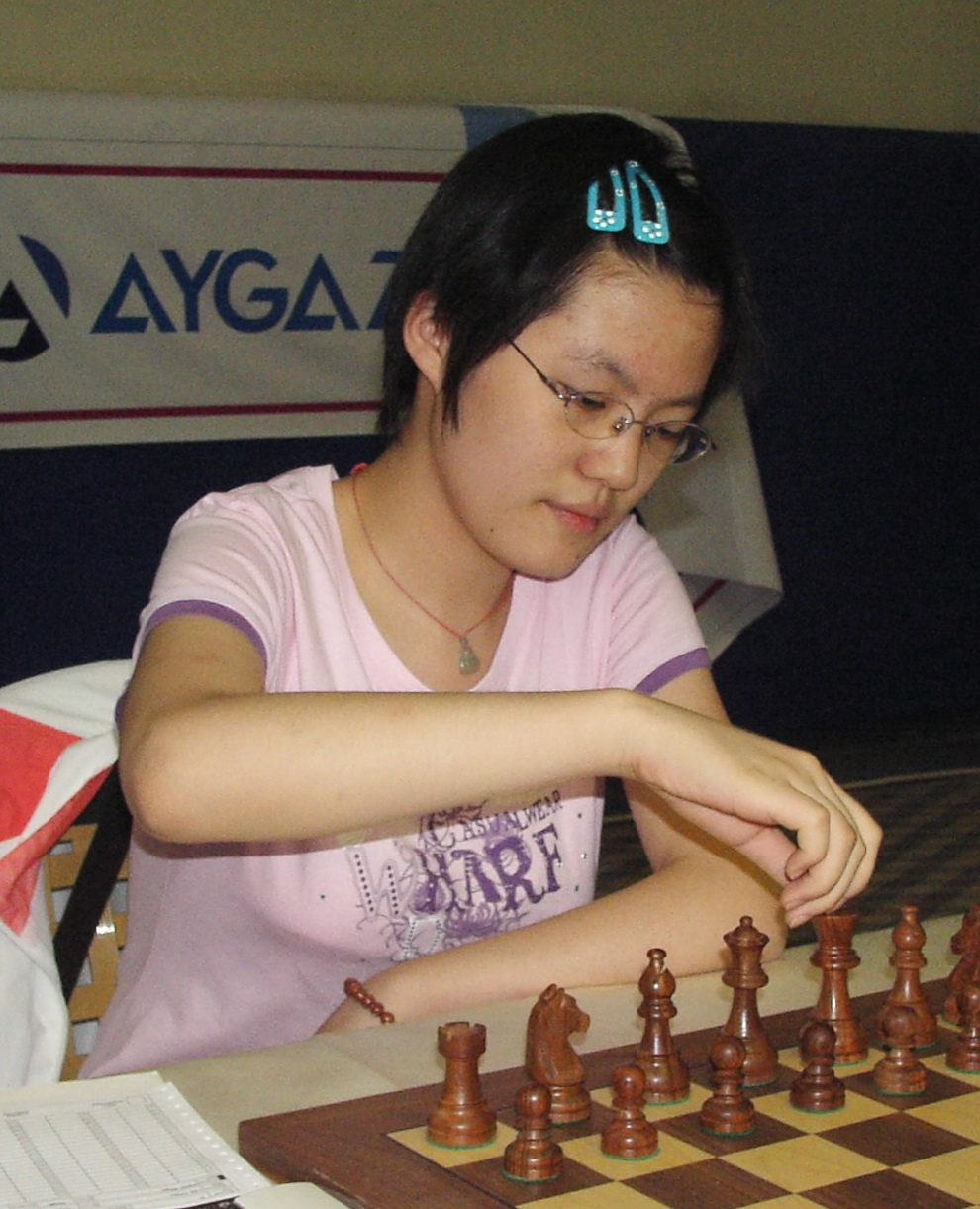
Hou Yifan – najwyżej sklasyfikowana kobieta, która tytuł arcymistrzyni otrzymała przed ukończeniem 15 roku życia

Lista obejmuje zawodników, którzy zdobyli tytuł arcymistrza w wieku poniżej 15 lat.

stan na dzień 04.08.2021
| Lp. | Państwo           | Zawodnik               | Data urodzenia            | Wiek w dniu zdobycia ostatniej normy * | Rok nadania tytułu |
| --- | ----------------- | ---------------------- | ------------------------- | -------------------------------------- | ------------------ |
| 1   | Stany Zjednoczone | Abhimanyu Mishra       | 5 lutego 2009             | 12 - 4 - 25                            | 2021               |
| 2   | Rosja             | Siergiej Kariakin      | 12 stycznia 1990(dts)     | 12 – 7 – 0                             | 2002               |
| 3   | Indie             | Dommaraju Gukesh       | 29 maja 2006(dts)         | 12 – 7 – 17                            | 2019               |
| 4   | Indie             | Parimarjan Negi        | 9 lutego 1993(dts)        | 13 – 4 – 22                            | 2006               |
| 5   | Norwegia          | Magnus Carlsen         | 30 listopada 1990(dts)    | 13 – 4 – 27                            | 2004               |
| 6   | Chiny             | Wei Yi                 | 2 czerwca 1999(dts)       | 13 – 8 – 23                            | 2013               |
| 7   | Chiny             | Bu Xiangzhi            | 10 grudnia 1985(dts)      | 13 – 10 – 13                           | 1999               |
| 8   | Stany Zjednoczone | Samuel Sevian          | 26 grudnia 2000(dts)      | 13 – 10 – 27                           | 2014               |
| 9   | Węgry             | Richárd Rapport        | 25 marca 1996(dts)        | 13 – 11 – 15                           | 2010               |
| 10  | Azerbejdżan       | Teymur Rəcəbov         | 12 marca 1987(dts)        | 14 – 0 – 14                            | 2001               |
| 11  | Ukraina           | Rusłan Ponomariow      | 11 października 1983(dts) | 14 – 0 – 17                            | 1997               |
| 12  | Filipiny          | Wesley So              | 9 października 1993(dts)  | 14 – 1 – 28                            | 2007               |
| 13  | Francja           | Étienne Bacrot         | 22 stycznia 1983(dts)     | 14 – 2 – 0                             | 1997               |
| 14  | Peru              | Jorge Cori Tello       | 30 lipca 1995(dts)        | 14 – 2 – 0                             | 2010               |
| 15  | Ukraina           | Illa Nyżnyk            | 27 września 1996(dts)     | 14 – 3 – 2                             | 2010               |
| 16  | Francja           | Maxime Vachier-Lagrave | 21 października 1990(dts) | 14 – 4 – 0                             | 2005               |
| 17  | Węgry             | Péter Lékó             | 8 września 1979(dts)      | 14 – 4 – 22                            | 1994               |
| 18  | Chiny             | Hou Yifan              | 27 lutego 1994(dts)       | 14 – 6 – 2                             | 2008               |
| 19  | Rosja             | Anisz Giri             | 28 czerwca 1994(dts)      | 14 – 7 – 2                             | 2009               |
| 20  | Ukraina           | Jurij Kuzubow          | 26 stycznia 1990(dts)     | 14 – 7 – 12                            | 2004               |
| 21  | Rumunia           | Bogdan-Daniel Deac     | 8 października 2001       | 14 – 7 – 27                            | 2016               |
| 22  | Polska            | Dariusz Świercz        | 31 maja 1994(dts)         | 14 – 7 – 29                            | 2009               |
| 23  | Wietnam           | Nguyễn Ngọc Trường Sơn | 23 lutego 1990(dts)       | 14 – 10 – 0                            | 2004               |
| 24  | Rosja             | Daniił Dubow           | 18 kwietnia 1996(dts)     | 14 – 11 – 14                           | 2011               |
| 25  | Stany Zjednoczone | Ray Robson             | 25 października 1994(dts) | 14 – 11 – 16                           | 2010               |
| 26  | Włochy            | Fabiano Caruana        | 30 lipca 1992(dts)        | 14 – 11 – 20                           | 2007               |
| 27  | Armenia           | Samwel Ter-Sahakian    | 19 września 1993(dts)     | 14 – 11 – ?                            | 2009               |

* Wiek w dniu zdobycia ostatniej normy (lata – miesiące – dni), jeśli w dniu tym zawodnik był uprawniony do otrzymania tytułu arcymistrza (czyli miał ranking minimum 2500 punktów aktualnie lub w przeszłości albo jego ranking spełniał ten warunek „wirtualnie”).